# Bobingen
Bobingen település Németországban, azon belül Bajorországban. Lakosainak száma 18 022 fő (2023. december 31.).

## Népesség
A település népessége az elmúlt években az alábbi módon változott:
| Lakosok száma | 1703 | 5972 | 13 062 | 13 553 | 16 471 | 16 688 | 17 130 | 17 129 | 17 757 | 18 022 |
|               | 1875 | 1950 | 1975   | 1987   | 2012   | 2014   | 2016   | 2017   | 2021   | 2023   |